# Selma van de Perre
Selma van de Perre-Velleman (Amsterdam, 7 juni 1922) is een Nederlands-Britse verzetsstrijder. Zij werkte in de Tweede Wereldoorlog als koerierster.

## Jeugd
Van de Perre is een dochter van de Joodse acteur, zanger en presentator Barend Velleman en Fem Spier. Zij had twee oudere broers, David en Louis, en een jonger zusje, Clara. Het was een liberaal en warm, volledig geassimileerd gezin. Haar oudste broer voer tijdens de oorlog bij de Hollandse Stoomboot Maatschappij, haar jongste broer zat in Engeland. In 1942 kreeg zij een oproep om zich te melden maar wist daaraan te ontkomen door in een bontfabriek te gaan werken die opdrachten voor het Duitse leger uitvoerde. Toen later dat jaar haar vader werd opgepakt en naar Kamp Westerbork gebracht, hielp Selma haar moeder en zusje onder te duiken in Eindhoven.

## Verzet
Nadat in 1943 ook haar moeder en zusje Clara opgepakt waren, werd Van de Perre onder de naam Wil Buter en later Marga van der Kuit lid van de TD-groep en deed koerierswerk door heel Nederland. In juni 1944 werd ze verraden en gearresteerd, en via Kamp Vught naar Ravensbrück gedeporteerd. Zij werd ernstig mishandeld, en na haar genezing meldde zij zich voor werk in de productiehal van Siemens & Halske AG, omdat bekend was dat de omstandigheden daar iets beter waren. Niemand wist nog dat zij Joods was. Op 23 april 1945 werd ze in Ravensbrück bevrijd en door het Zweedse Rode Kruis naar Göteborg gebracht. Pas daar durfde ze te vertellen dat zij niet Marga van der Kuit heette maar Selma Velleman. Bij terugkomst in Nederland hoorde ze dat haar ouders en zusje waren vermoord in Auschwitz en Sobibór.

## Na WOII
In 1947 kreeg ze op voorspraak van haar broer David een baan op de Nederlandse ambassade in Londen. Ze ging antropologie en sociologie studeren en kreeg een baan bij de BBC Wereldomroep. Daar leerde ze haar latere man kennen, de Belgische journalist Hugo Van de Perre, zoon van de oprichter van De Standaard, Alfons Van de Perre. Ze trouwden in 1955. Na haar afstuderen werd zij lerares sociologie en wiskunde aan de Sacred Heart High School, Hammersmith, Londen. Toen haar man in 1979 plotseling overleed, zette ze zijn werk als buitenlandcorrespondent voort. Tot haar pensioen werkte ze als journalist voor onder meer de BBC en als correspondent voor Avro Televizier en De Standaard. Ze werd Brits staatsburger.
Sinds 1995 gaat Van de Perre elk jaar een week naar Ravensbrück om met Nederlandse en Duitse studenten over de oorlog te praten. Op aandringen van de kinderen van haar broers begon ze in 2003 met het schrijven van haar autobiografie, My name is Selma, die in 2020 in Nederland werd uitgegeven onder de titel Mijn naam is Selma. In 2022 ging Philip Freriks met haar terug naar haar plekken van herinnering voor Omroep MAX. Ze werd in juni van datzelfde jaar 100 jaar.

## Onderscheiding
In 1983 werd Van de Perre onderscheiden met het Verzetsherdenkingskruis.